# ساختمان فانوس دریایی
ساختمان فانوس دریایی مربوط به اواخر دوره قاجار - دوره پهلوی اول است و در بندرگز، خیابان امام جعفر صادق (ع)، ساحل دریای بندرگز واقع شده و این اثر در تاریخ ۱۱ مرداد ۱۳۸۴ با شمارهٔ ثبت ۱۲۵۶۵ به‌عنوان یکی از آثار ملی ایران به ثبت رسیده است.